# Kappenfabrik Marie Slama & Sohn
Die Kappenfabrik Marie Slama & Sohn ist ein traditionsreiches Wiener Unternehmen, welches vornehmlich Uniformkappen und Studentenartikel herstellt. Sie ist Lieferant des Bundes und der Gemeinden und fertigt Kappen aller Art für Großkunden.

## Produkte
Hauptsächlich produziert das Unternehmen sämtliche Uniformkappen in handwerklicher sowie industrieller Fertigung. Die Produktpalette umfasst
- Tellerkappen und Barette für verschiedene Institutionen wie z. B.
  - Polizei
  - Bundesheer
  - Finanzpolizei
  - Ordnungswache Graz
  - ÖBB
  - Wiener Sängerknaben
- Studentenkappen
- Theater- und Filmausstattungen, Winter- und Sommerkappen in jeder Ausführung
- Uniformhemden, Hosen, Mäntel, Jacken

Für die Fertigung der Studentenartikel ist die Otto Wesely OHG zuständig, die jedoch lediglich eine Abteilung der Kappenfabrik Marie Slama & Sohn darstellt.

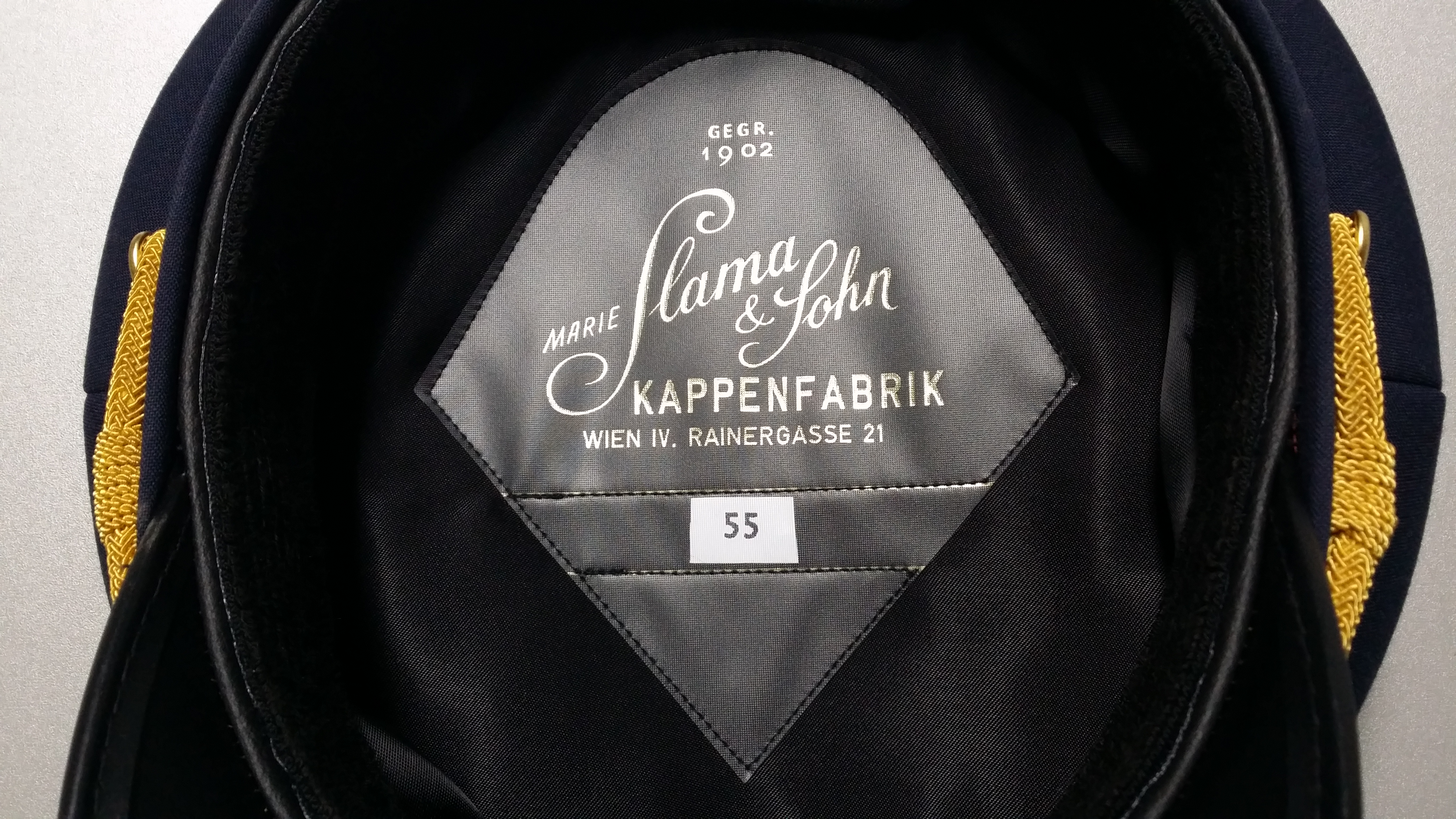
Schweißplatte auf der Innenseite einer Tellerkappe mit dem Schriftzug der Kappenfabrik Marie Slama & Sohn
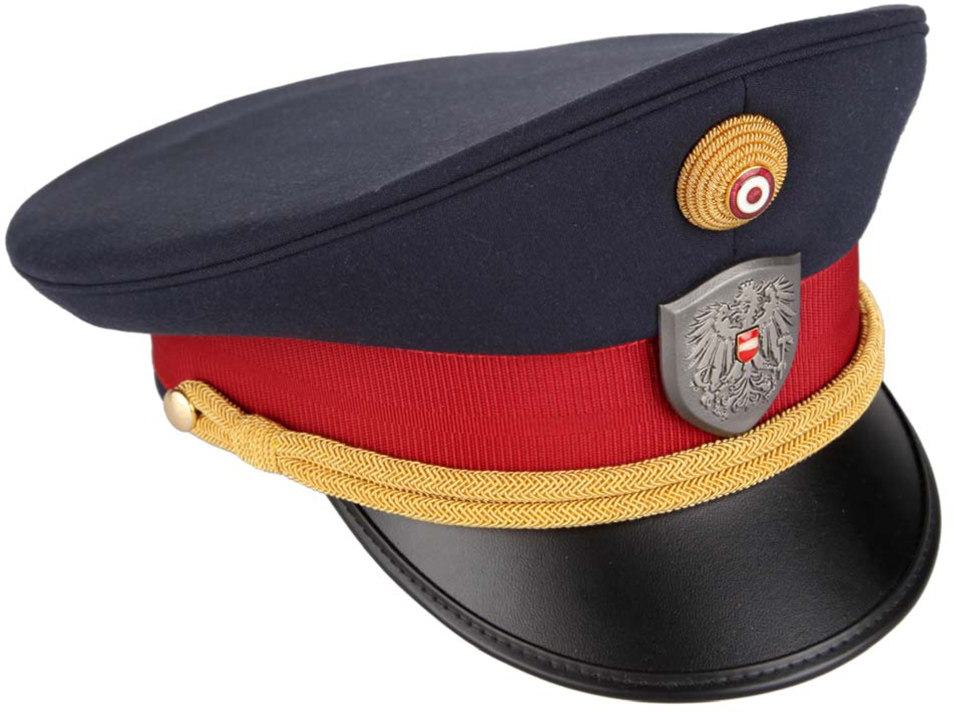
Tellerkappe der Bundespolizei
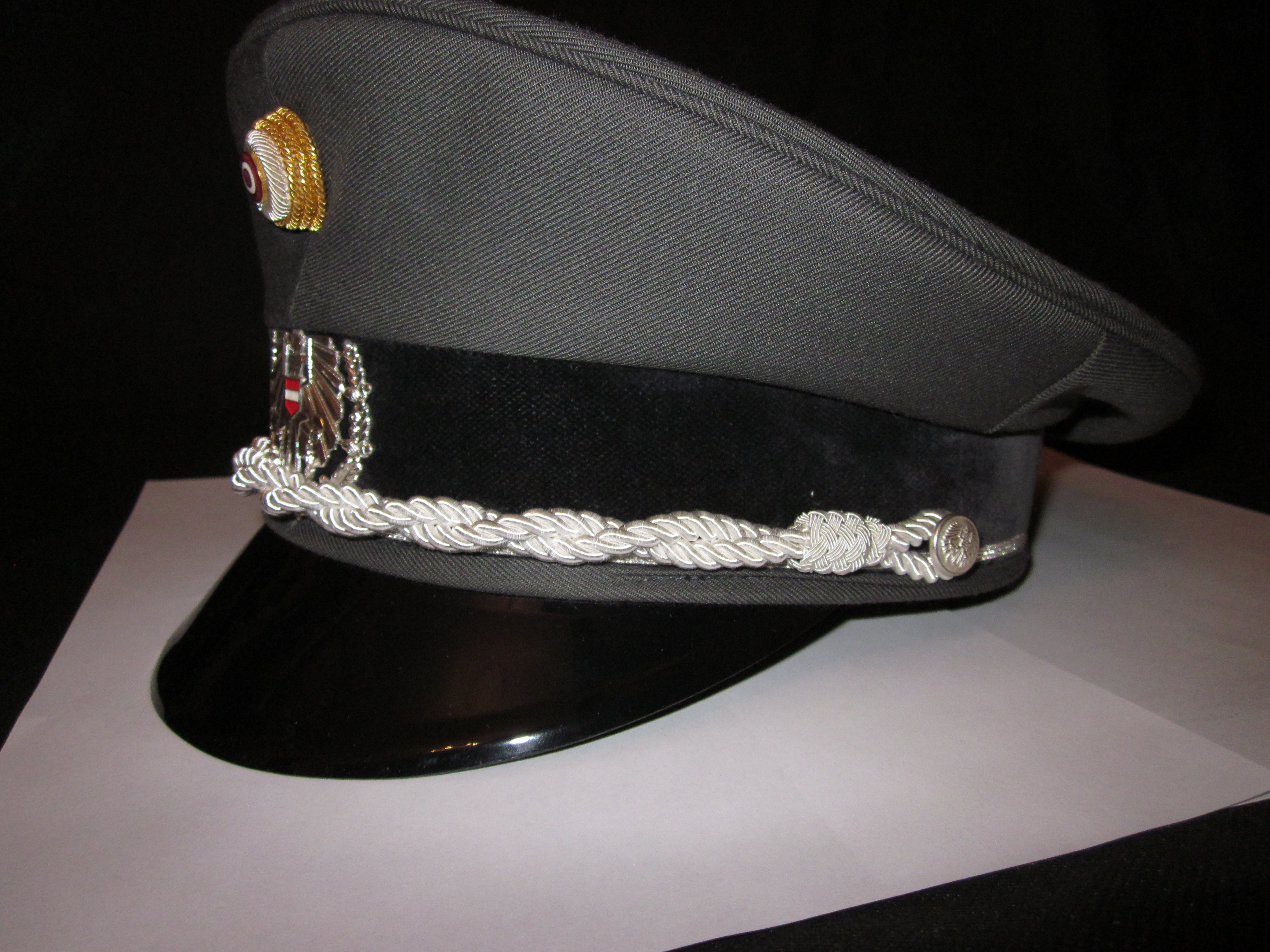
Tellerkappe des Bundesheeres